# Paul Texier
Paul Texier, né le 28 avril 1889 à Paris, où il est mort le 29 février 1972, est un coureur cycliste français, professionnel entre 1911 et 1928. 
Au cours de sa carrière, il se spécialise dans les épreuves de vitesse sur piste. 
En tant qu'amateur, il remporte une médaille de bronze de la vitesse au championnat du Monde de 1910 derrière le Britannique William Bailey et l'Allemand Karl Neumer.
Il participe à plusieurs épreuves lors des Jeux olympiques de 1908.

## Palmarès
- 1908
  - 5e des 100 km sur piste aux Jeux olympiques
- 1909
  - 2e du Grand Prix de Paris amateurs
- 1910
  - 2e du Grand Prix de Paris amateurs
  -  Médaillé de bronze de la vitesse amateurs
- 1922
  - 3e du championnat de France de vitesse